# Miho Obana
Miho Obana (小花 美穂 Obana Miho?) nacida el 26 de abril de 1970 es una mangaka japonesa nacida en la ciudad de Tokio. La mayoría de sus obras son de demografía  shōjo. Es muy amiga de las también mangakas Megumi Mizusawa, Ai Yazawa, y Wataru Yoshizumi, todas ellas habituales de la revista Ribon durante la década de los 90 y parte de los 2000.

## Biografía
Comenzó su carrera como mangaka asistiendo a Momoko Sakura, creadora de la célebre Chibi Maruko-chan. Debutó en 1990 con el one-shot Mado no Mukō, que se publicó en otoño dentro de Ribon  Bikkuri. Muy pronto sus historias comenzaron a aparecer en la Ribon Original y regularmente en la Ribon. 
Sus obras más destacables son Kodomo no Omocha (10 volúmenes), Partner (3 volúmenes) y Andante (3 volúmenes). Partner es especialmente destacable por su oscuro, maduro, y casi inquietante tono, algo muy inusual en las obras de Ribon, ya que van dirigidas principalmente a niñas de escuela primaria. 
Su manga más reciente fue Honey Bitter, que se publicó en la Cookie de Shueisha desde febrero de 2004 y acabó recopilándose en 14 tomos. Hasta el momento la obra más longeva de Obana. También en el año 2004 hizo su primera incursión en el mundo del josei, aventurándose a dibujar varios one-shot para la revista Chorus que finalmente acabaron recopilándose en el tomo Aru You de Nai Otoko.  
Otros de sus trabajos son Mizu no Yakata, un spin-off de Kodocha centrado en la película protagonizada por Sana y Naozumi, Neko no Shima, Pochi, Setsunai ne, y Shiranami no Gensō.

## Trabajos
- Shiranami no Gensō (白波の幻想?) - 1992
- Setsunai ne (せつないね?) - 1993
- Kono te wo Hanasanai (この手をはなさない?) - 1994
- Kodomo no Omocha (こどものおもちゃ?) - 1994
- Neko no Shima (猫の島?) - 1996
- Partner (パートナー?) - 1999
- Mizu no Yakata (水の館?) - 1999
- Andante (アンダンテ?) - 2001
- Pochi  2003
- Aruyōde Nai Otoko (あるようでない男?) - 2003
- Honey Bitter (ハニービター?) - 2004

- Datos: Q435321